# Shin
Shin是许多闪米特字母表中的第二十一个字母，包括腓尼基字母 𐤔‬、亚兰/希伯来字母ש‬以及阿拉伯字母ش‎（现代排序为13）。其发音为[ʃ]或[s]。
腓尼基字母还演变为了希腊字母Σ、拉丁字母S以及西里尔字母С、Ш。